# Кубатбек Боронов
Кубатбек Боронов (15 грудня 1964 , Zargerd, Ошська область ) — киргизький державний і політичний діяч. Колишній прем'єр-міністр Киргизстану.

## Життєпис
Кубатбек Боронов народився 15 грудня 1964 року в Узгенському районі Ошської області Киргизької РСР.
- 1985—1991 — студент Фрунзенського політехнічного інституту.
- 24.12.2011 р — 20.04.2018 — міністр надзвичайних ситуацій Киргизстану.
- 20.04.2018 р — 15.06.2020 — перший віце-прем'єр-міністр Киргизстану.

З 17 червня 2020 року обраний прем'єр-міністром Киргизстану, 6 жовтня пішов у відставку на тлі масових протестів у Бішкеку, замість нього уряд тимчасово очолив колишній депутат Садир Жапаров, який до 5 жовтня 2020-го відбував покарання у виправній колонії у справі про захоплення заручників 2013 року під час мітингу в Іссик-Кульській області.